# Anoméisme
L'anoméisme ou anhoméisme est un courant du christianisme ancien apparu au IVe siècle dont les principaux représentants sont Aèce d'Antioche et Eunome. Proche de l'arianisme dont il constitue un courant radical, l'anoméisme considère que Dieu le Père et le Fils, Jésus de Nazareth, sont totalement dissociables, l'essence de Dieu étant d'être inengendré.
Les Anoméens sont parfois appelés Aétiens, Eunomiens, Hétérousiens ou encore Exoucontiens.

## Doctrine
Pour Aèce d'Antioche et ses partisans, l’essence divine s'identifie à la notion même d’inengendré, propre au Père. Il en résulte pour ce courant que le Fils, loin de lui être consubstantiel, à l'instar de ce qu'affirment les Nicéens stricts, dits homoousiens, ni semblable, comme l’affirment les Nicéens modérés, dits homoïousiens et même pas subordonné au Père, ainsi que l'affirment les arianistes modérés, dits homéens, est d’une nature entièrement et totalement différente, créant une nouvelle tendance au sein de la mouvance arianiste : l'anoméisme, du grec anomoios (ἀν - non - et ὅμοιος - semblable), non semblable, différent. 
Les Anoméens refusent toute réalité ontologique au Père et au Fils, qui ne sont pas Dieu mais manifestent la puissance créatrice de la divinité. Ainsi, Eunome estime qu'il n'y a que l’Inengendré qui soit Dieu tandis que le Père n'est que l'énergie de cet Inengendré, première essence de la triade anoméenne. La seconde, l'Engendré, est créé par le Père et est, lui aussi, doté d'une énergie, le Fils, qui crée à son tour la troisième hypostase anoméenne, le Paraclet.
L’anoméisme estimait ainsi pouvoir résoudre les questions théologiques par le seul recours à l’intelligence humaine, et ses adeptes affirmaient connaître Dieu comme il se connaît lui-même et  pensant avoir une explication à tous les mystères. 
Ainsi, les Anoméens puisent-ils, par exemple dans le récit de la mort de Lazare, des arguments pour prouver la faiblesse humaine du Christ qui ne peut être égal au Père, qui aurait fait preuve de faiblesse humaine, d’abord en ignorant où avait été enseveli Lazare, puis en pleurant devant le tombeau et finalement en devant prier Dieu pour que le mort ressuscite.

## Histoire

### Personnalités
L’anoméisme est lancé par Aèce, ancien diacre d'Antioche versé dans la philosophie aristotélicienne, dont la doctrine établissait, par de brefs raisonnements, que ce qui est engendré ne peut être Dieu. Aèce devient évêque vers 362 et a pour disciple le Cappadocien Eunome, qui avait suivi son enseignement à Alexandrie et auquel on doit une Exposition de la Foi, présentée à l'empereur Théodose Ier en 383. Le parti des ariens stricts sera peu nombreux, mais on peut encore citer les influents évêques Ursace et Valens dont la profession de foi sera adoptée en 357 au synode de Smirnium, Eudoxe, évêque d'Antioche puis de Constantinople, auteur d'un traité Sur l'Incarnation ou encore l’historien ecclésiastique Philostorge au début du Ve siècle. Ce dernier rédige la première Histoire ecclésiastique en grec après celle d'Eusèbe de Césarée, mais celle de Philostorge est entièrement écrite du point de vue eunomien.
Parmi les opposants des Anoméens, on trouve Basile de Césarée, auteur d’un Contre Eunome, son frère Grégoire de Nysse ou encore Jean Chrysostome, également originaire d’Antioche, qui rédige à la fin du IVe siècle plusieurs Homélies contre les Anoméens.

### Débats et symboles de foi

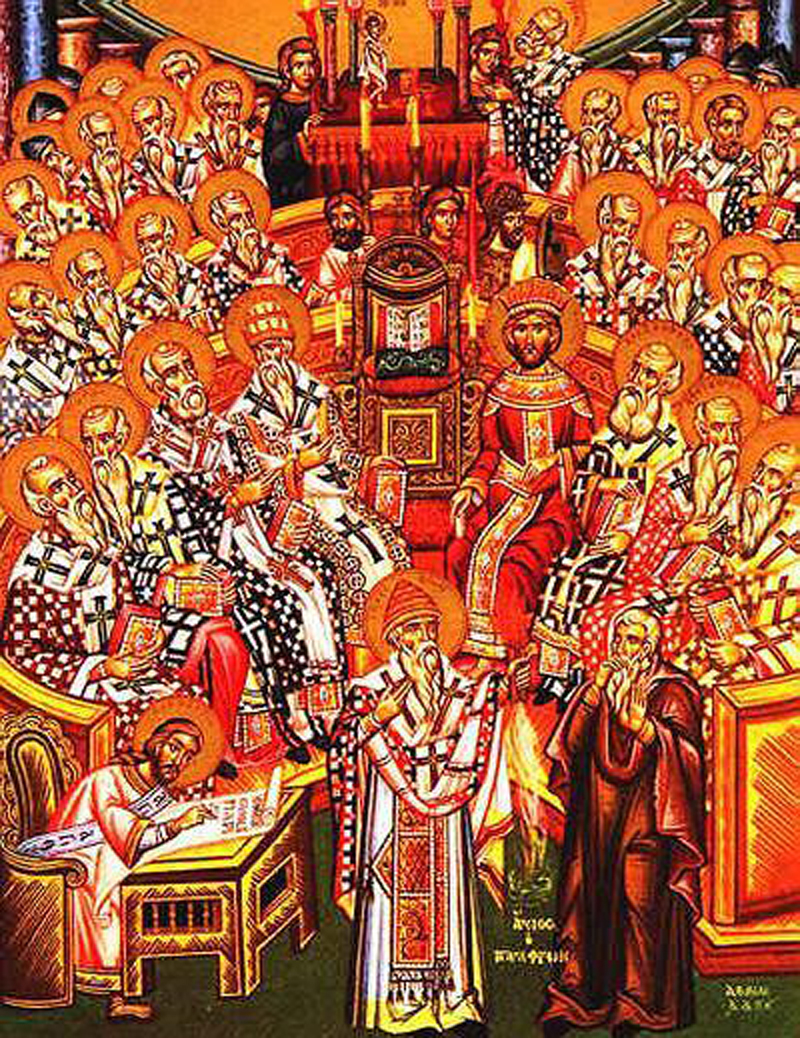
Icône représentant le premier concile de Nicée

À l'issue du concile de Nicée, en 325, nombre d'évêques opposés à la conception de foi trinitaire imposée par l'empereur Constantin Ier, soit parce qu'elle leur paraît trop ou insuffisamment proche des conceptions ariennes, font l'objet de poursuites ou de mesures d'exil.
Constance II tente, à la suite de son père, de fixer le dogme chrétien en convoquant une série de synodes afin de synthétiser les différents courants. Ainsi en 357, au concile de Sirmium en Pannonie, c'est la formule des évêques anoméens Valens et Ursace qui est retenue, grâce à la faveur dont ils jouissent auprès de l'empereur. Cette formule, écartant toute spéculation sur le mode de génération du Fils, se borne à affirmer la subordination de ce dernier au Père dont « l’unicité », donc la solitude dans la divinité, est affirmée. Ce Credo est même signé par Ossius de Cordoue, principal tombeur d’Arius en 325. L’année suivante, Basile d'Ancyre, évêque arien de tendance homéenne, organise un synode qui émet une lettre dogmatique dénonçant le caractère hérétique de la profession de foi d’Ursace et Valens.
Durant l’été 358, Constance II convoque alors un nouveau concile général à Sirmium qui réunit les différents courants et auquel il assiste personnellement. Ursace et Valens y représentent pour les ariens anoméens, Basile d’Ancyre et Acace de Césarée, les ariens homéens et Hilaire de Poitiers ainsi qu'Athanase d'Alexandrie, les Trinitaires nicéens. Les débats durent des mois et l’Empereur finit par trancher en faveur du courant arien, y voyant un compromis entre les nicéens et les ariens anoméens, et promulgue un nouveau symbole de foi  connu sous le nom de « formulaire de Sirmium ». Cependant, malgré le bannissement dont est victime Eudoxe, Ursace et Valens réussirent une nouvelle fois à expurger de la nouvelle formulation toute allusion à la « substance » ou a « l’essence » de Dieu, se contentant de dire que le Fils est « semblable au Père », sans autre précision.

### Perte d'influence

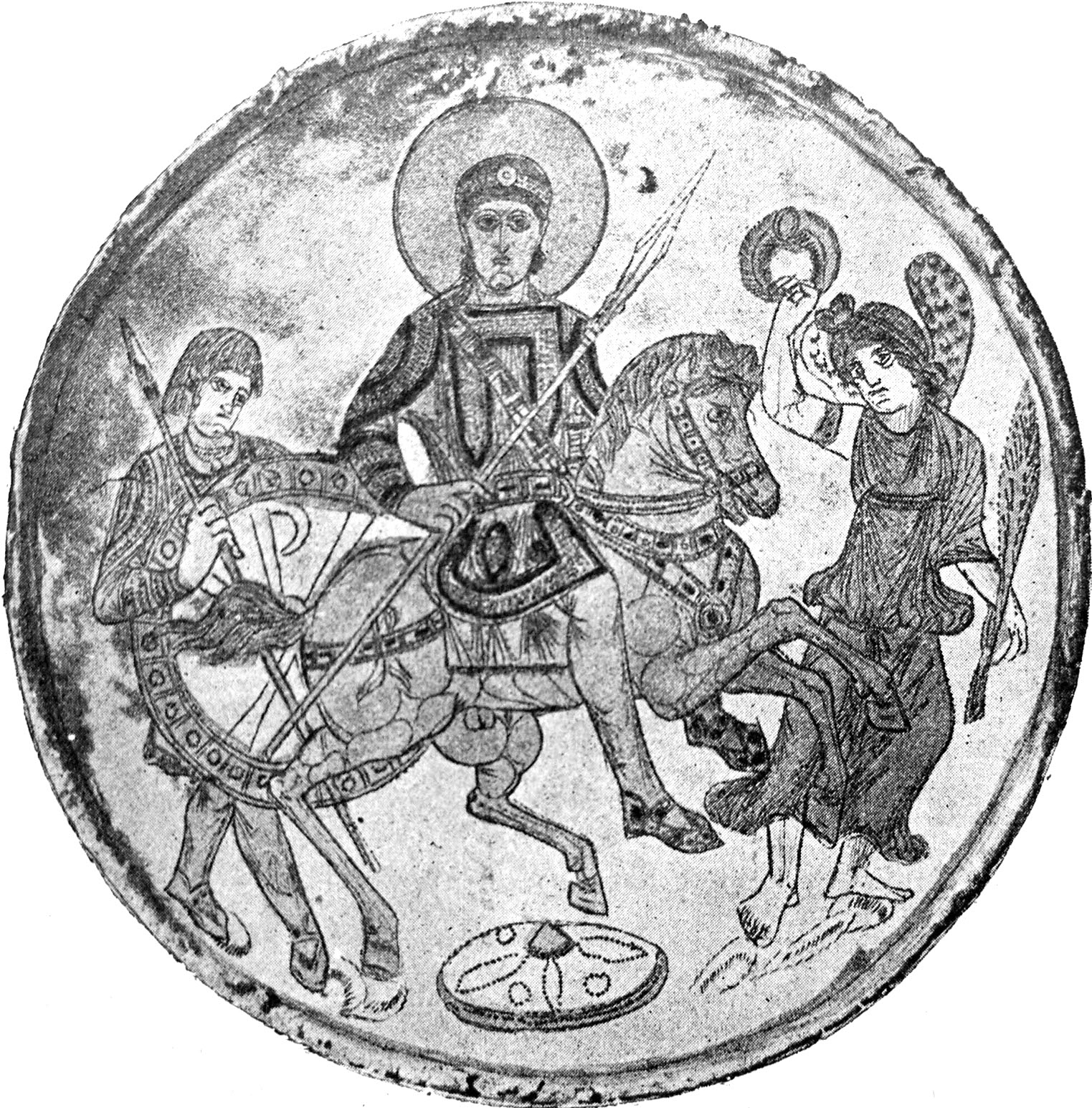
Missorium de Kertch représentant Constance II
Palais d'Hiver, Saint-Pétersbourg

Pour tenter de faire admettre le nouveau credo, Constance convoque d’autres synodes régionaux vers la fin 359, un à Ariminum pour l’Occident - qui rejette « la quatrième formule » de Sirmium, adhère au symbole de Nicée  et excommunie Ursace et Valens et leurs partisans  - et un autre à Séleucie d'Isaurie pour l’Orient, qui excommunie les principaux chefs des ariens stricts qui s'étaient retirés du concile. Ceux-ci obtinrent encore le soutien de Constance qui exigea lors d'un troisième concile à Constantinople, sous peine d'exil, la renonciation au terme d'« homoïousie » et le synode dut capituler. Eudoxe fut alors nommé évêque à Constantinople et Eunome à Cyzique. Les Anoméens tentèrent vainement encore d'alléger la quatrième déclaration de Sirmium de l'expression « semblable au Père » lorsque survint la mort de Constance en 361.
Durant le règne de Julien, tous les partis profitent de la tolérance de l'empereur païen pour affirmer leur foi respective et excommunier leurs adversaires. L'orthodoxe Jovien lui succède suivi par Valentinien, lui aussi orthodoxe, qui prend la tête de la partie occidentale de l'empire, tandis que la partie orientale échoit à son frère l'arien Valens. Celui-ci, tenant de l'arianisme strict, bannit les évêques semi-ariens qui s'étaient alliés aux orthodoxes d'Occident et avaient convoqué un synode  à Tarse, en 367, pour s'unir à ceux d'Orient. Il fait chasser Pierre II d'Alexandrie et le remplace par l'arien Lucius. En Occident, le pape Damase, réunit à Rome deux synodes qui excommunient Ursace, Valens et Auxence de Milan.

### Hérésie et persécution
Gratien, fils aîné de Valentinien, devient empereur d'Occident en 367 et, à la mort de Valens, en 378, seul maître de l'Empire. Il accorde la liberté religieuse à toutes les tendances, à l'exception des ariens stricts et des manichéens.
À partir du règne de Théodose Ier, en 379, une législation répressive se met en place à l'encontre de toutes les dissidences à l'orthodoxie chrétienne en train de cimenter l'Empire, que les textes de loi appelleront hérésies. En 389, les chefs et les membres du courant anoméen se voient frappés d'incapacité civile, n'ayant plus droit de tester ni d'hériter. Par la suite, dès le Ve siècle, les lois contre les hérétiques qui contredisent l'orthodoxie impériale se feront plus dures encore en les privant d'églises, de droit de réunion, de fonctions publiques ou militaires et en les menaçant d'exil, d'amendes considérables et de châtiments allant jusqu'à la mort.

### Sources partielles
- Paul Fargues, Histoire du christianisme, éd. Fischbacher, 1931, tome II, livre I, ch 2, lire en ligne
- Pierre Maraval, Le christianisme de Constantin à la conquête arabe, PUF, 1997.

#### Ouvrages antiques
- Jean Chrysostome, Sur l’égalité du Père et du Fils. Contre les Anoméens : homélies VII-XII, Sources chrétiennes no 396, éd. du Cerf, 1994, présentation en ligne
- Anonyme, Deux homélies anoméennes pour l'octave de Pâques, Sources chrétiennes no 146, éd. Cerf, 1969, présentation en ligne
- Jean Chrysostome, Sur l'incompréhensibilité de Dieu. Homélies I-V, Sources chrétiennes no 28 bis, éd. du Cerf, 1951 (rééd. 2000), présentation en ligne

#### Travaux contemporains
- Jean-Marc Prieur, « Eunome selon l'histoire ecclésiastique de Philostorge », Revue d'histoire et de philosophie religieuses, Faculté de Théologie Protestante de l'Université Marc Bloch, vol. 86, no 2,‎ 2006, p. 171-182.
- Jean-Marc Prieur, « Aèce selon l'Histoire ecclésiastique de Philostorge » in Revue d'histoire et de philosophie religieuses, éd. Faculté de Théologie Protestante de l'Université Marc Bloch, 2005, vol. 85, n°4, p. 529-552.
- J.-R. Pouchet, « Le traité de Saint Basile sur le Saint-Esprit : Son milieu originel » in Recherches de science religieuse, éd. Centre national des lettres, 1996, vol. 84, n°3, p. 325-350.